# Janez Lampič ml.
Janez Lampič mlajši, slovenski smučarski tekač, * 27. september 1996, Ljubljana.
Lampič je v svetovnem pokalu debitiral 16. januarja 2016 v Planici. 8. marca 2017 se je na šprintu v Drammnuu prvič uvrstil med dobitnike točk z enajstim mestom, kar je najboljša slovenska moška uvrstitev v tej disciplini.
Na zimskih olimpijskih igrah 2022 v Pekingu je nastopil v moškem šprintu in končal na 74. mestu.
Njegov oče je nekdanji kolesar Janez Lampič, sestra Anamarija pa prav tako smučarska tekačica.